# Mátyás apostol

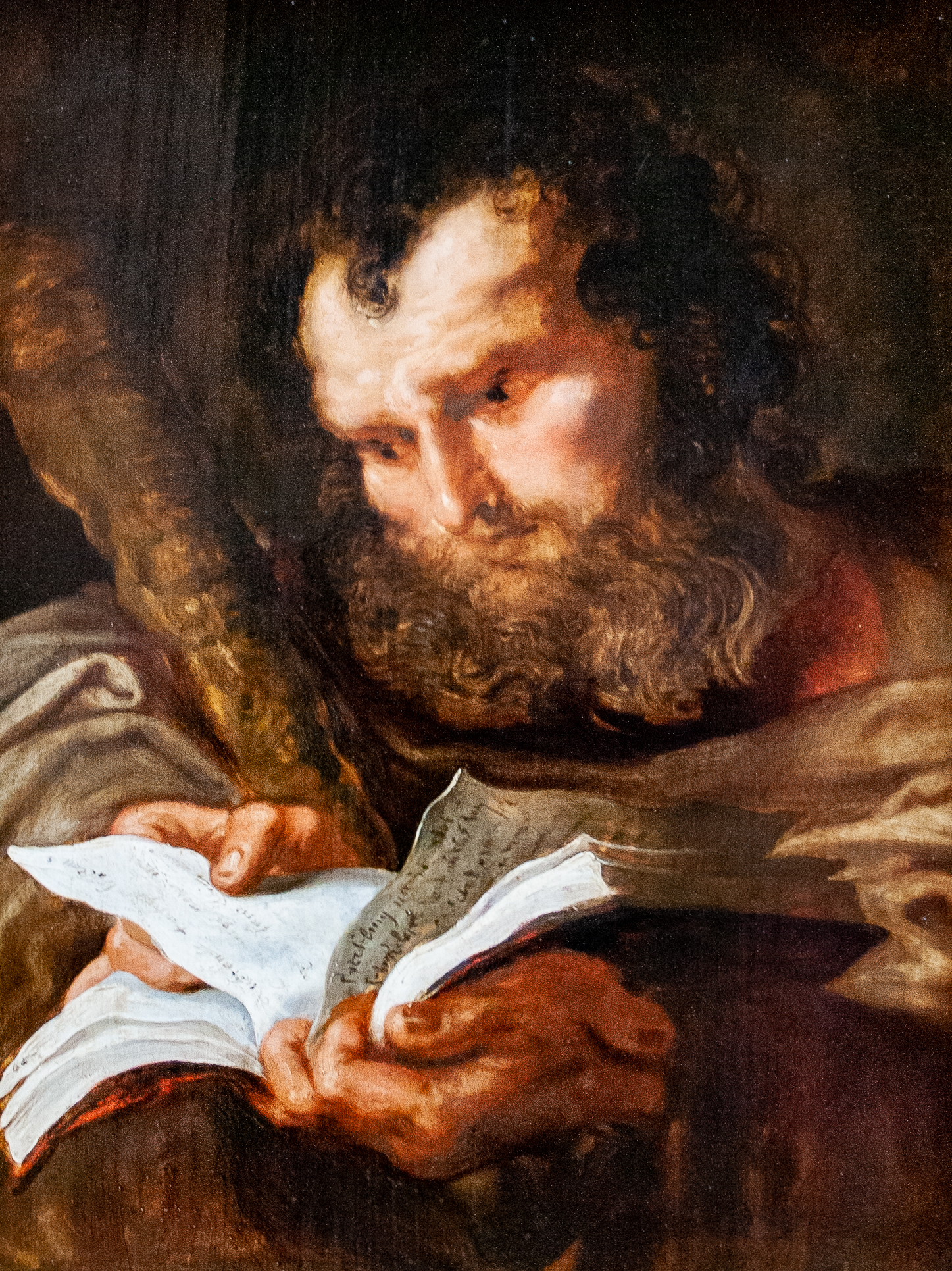
Mátyás apostol Anthony van Dyck festményén Valenciennes szépművészeti múzeumában

Mátyás apostol vagy Szent Mátyás (héber átírásban: Mattityahu, nevének jelentése: „Az Úr ajándéka.”), (valószínűleg az 1. század eleje, Júdea – 80 körül, Jeruzsálem, vagy Kolkhisz) az Apostolok cselekedetei szerint az áruló Júdás helyére választott apostol. Apostoli elhivatásában a különleges, hogy az apostolok választották ki a kezdetektől velük tartó személyek közül, s nem pedig Jézus. Életéről és működéséről nem beszél az Újszövetség, csak megválasztását írja le.

## Személye a Bibliában
Mátyás életéről nem tudunk sokat. Feltételezik, hogy valamikor az első század elején születhetett Júdeában. A Szentírásban kizárólag a megválasztásáról van szó, korábbi és későbbi élete nem ismert. A Biblia a következőképpen írja le Mátyás apostol megválasztását:

„Ezekben a napokban a testvérek körében – mintegy százhúszan lehettek együtt – Péter szólásra emelkedett: "Testvérek, férfiak! Be kellett teljesednie az Írásnak, amelyet a Szentlélek Dávid szájával Júdásról, azok vezetőjéről jövendölt, akik elfogták Jézust. Közénk számított, a mi szolgálatunk jutott neki is részül. Gonoszsága bérén telket szerzett magának, amikor pedig lezuhant, kettérepedt és kifordultak a belei. Erről Jeruzsálem minden lakója tudomást szerzett, úgyhogy azt a telket az ő nevükön Hakeldamának, azaz Vérmezőnek nevezték el. Benne van ugyanis a zsoltárok könyvében: Lakóhelyük váljék sivataggá, ne lakja senki sátrukat. És: Tisztségét kapja meg más. Kell tehát, hogy azok közül, akik mindig velünk tartottak, amikor a mi Urunk, Jézus közöttünk járt-kelt, kezdve János keresztségétől egészen mennybevétele napjáig, valaki velünk együtt tanúskodjék feltámadásáról.” Kijelöltek hát kettőt, Józsefet, akit Barszabbásznak vagy más néven Jusztusznak is hívtak és Mátyást. Majd imádkoztak: „Uram, ki belelátsz mindenkinek a szívébe, mutasd meg, e kettő közül kire esik választásod, hogy átvegye az apostoli szolgálatban azt a helyet, amelyet Júdás hűtlenül elhagyott, hogy az őt megillető helyre jusson.” Ezután sorsot vetettek. A sors Mátyásra esett, így a tizenegy apostolhoz sorolták.”

– ApCsel, 1:15-26

## Biblián kívüli hagyomány
Különböző apokrif iratok és korai egyházi írók közléseiből az tűnik ki, hogy Palesztinában és Etiópiában hirdette az evangéliumot, és az 1. század végén halt meg.
Az apokrif András és Mátyás apostolok cselekedetei állítása szerint a missziós területek elosztása alkalmával „az emberevők országa” jutott neki. Ott Mátyást megvakították, s börtönbe vetették, de Isten visszaadta látását és András csodálatos módon kiszabadította. A vértanúhalált állítólag lefejezés útján szenvedte el. Emiatt bárddal szokták ábrázolni, és a keresztény mészárosok és ácsok őt választották védőszentjükül.
Más hagyomány szerint Palesztinában és Etiópiában tanított. Etiópiát nevezte meg a 7. századi Jeruzsálemi Szent Szophróniosz is működési helyének. Amikor Etiópiából visszatért Jeruzsálembe, halálra kövezték, majd a holttestet lefejezték. Haláláról a következőt beszéli a hagyomány: amikor Júdea-szerte prédikált, a vakokat látókká, a leprásokat tisztává tette, és kiűzte az ördögöket; a bénáknak visszaadta a járásukat, a süketeknek a hallásukat, a holtaknak az életüket. Amikor sok csodájáért bevádolták, ezt mondta a főpapnak: ,,A gaztettekről, amelyekkel vádoltok, nem sokat tudok mondani, mert kereszténynek lenni nem gaztett, hanem a legnagyobb dicsőség!” Ketten tanúskodtak hamisan ellene, és megkövezésre ítélték. Csak azt kérte, hogy a köveket temessék el vele együtt. Kitárt karokkal halt meg.
Némelyek szerint kétélű dárdával verték keresztül testét.
Alexandriai Szent Kelemen 3. századi ókeresztény egyházi író feljegyezte egy mondását: „Önmegtagadás által gyengítsed testedet, hogy lelked a Megfeszítettnek alattvalója legyen.” Ugyancsak Kelemen írja róla, hogy természetes halállal halt meg.

## Tisztelete
Ereklyéit Ilona római császárné a 4. században Trierbe vitette, Mátyás pedig Trier védőszentjévé vált. Még ma is tiszteletben részesítik ott a Szent Mátyás apátság bazilikájában. A tizenkettedik apostol, Mátyás sírja őrzésének dicsőségét azonban magának igényli a római Santa Maria Maggiore-bazilika és a padovai Santa Giustina is. Rómában a 11. századtól február 24-én ünnepelték Mátyást, mert a Szent Jeromos-féle martirologium ezen a napon emlékezik meg róla. Mivel ez a böjti időbe esik, 1969-ben áttették május 14-re, de a magyar katolikus egyház továbbra is a hagyományos dátumon ünnepli.
Szökőév esetén február 25. napja az ünnepe a nyugati kereszténységben. Az ortodox egyházak augusztus 22-én ülik emléknapját. Milánóban február 7-én tartják ünnepét.

## Neve alatt fennmaradt iratok
Az egyházi hagyomány ismeri a fentebb már idézett András és Mátyás apostolok cselekedetei című munkát, és az apokrif iratok között tartja számon. Ugyanakkor korábban létezett egy Mátyás evangéliuma is, ám ez elveszett az évszázadok során.